# Barrio María Auxiliadora
Barrio María Auxiliadora es una localidad argentina ubicada en el distrito Santa Rosa del Departamento Santa Rosa, Provincia de Mendoza. Se encuentra ubicada sobre la Ruta Provincial 50, 2 km al oeste de Santa Rosa.
- Datos: Q5720644